# Leioproctus abdominalis
Leioproctus abdominalis là một loài Hymenoptera trong họ Colletidae. Loài này được Smith mô tả khoa học năm 1879.